# Tachina pallipalpis
Tachina pallipalpis är en tvåvingeart som beskrevs av Macquart 1834. Tachina pallipalpis ingår i släktet Tachina och familjen parasitflugor. Inga underarter finns listade i Catalogue of Life.